# Château de Vaucouleurs (Meuse)
Pour les articles homonymes, voir château de Vaucouleurs.
Le château de Vaucouleurs est un édifice situé dans la commune française de Vaucouleurs, dans le département de la Meuse en région Grand Est.

## Historique
La porte de France et les restes de la chapelle castrale y attenant sont classés au titre des monuments historiques par arrêté du 8 août 1893. Les vestiges du château et les terrains de fouilles qui les entourent sont inscrits au titre des monuments historiques par arrêté du 19 mars 1953.
Étienne de Vaux construit un château qui fut pris et rasé par Udon et fut reconstruit entre 1059 et 1081 par Geoffroy Ier, l'édifice dominait de 30 mètres et était long de 150 mètres. La muraille ouest se confondait au château, une chapelle castrale existait au XIe siècle, appelée Notre-Dame-des-Voûtes, desservie par les religieux du prieuré Saint-Thiebaut.
Le destin de Jeanne d'Arc se décida à cet endroit, il ne subsiste que la crypte de la chapelle castrale et la Porte de France, cette dernière faisait à la fois office de porte du château et de porte de la ville. Édifiée initialement au XIIIe siècle, elle a été empruntée par Jeanne d'Arc et son escorte le 23 février 1429, quittant sans retour sa Lorraine natale (chaque année, a lieu à cette date une fête médiévale en son honneur). Les vestiges actuels datent d’une restauration réalisée en 1733 sur les restes de la muraille primitive.

## Description
Parmi les vestiges en élévations on peut voir un appareil à bossage daté du XIIIe siècle.